# 劳恩堡和比托地区

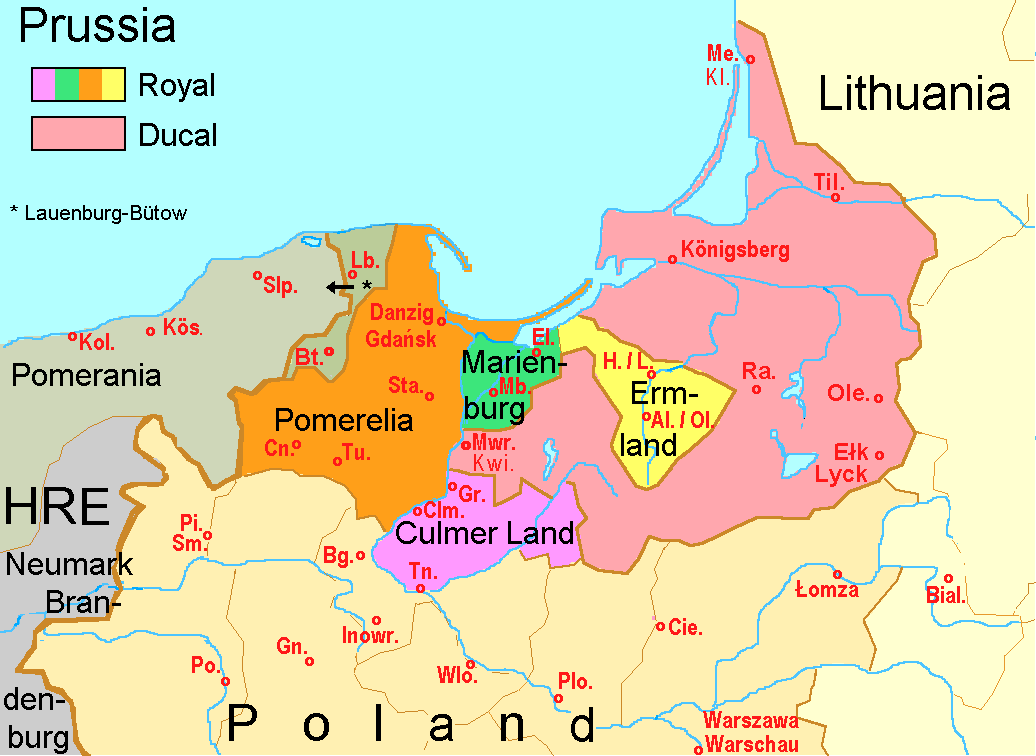
劳恩堡和比托地区，在图上标为Lb.和Bt，位于波美拉尼亚和波美热利亚（1466年-1772年）之间

劳恩堡和比托地区，为东波美拉尼亚的历史地区。

## 歷史
由两个集中于比托（今貝圖夫）和劳恩堡（今倫堡）构成，位于波美拉尼亞的西部边陲。在中世纪盛期属于波美拉尼亚的公国，它变成了波兰王国王冠领地的一个地区（ziemia），并持续到1772年，主要由条顿骑士团，波美拉尼亚的公爵和勃兰登堡-普鲁士管理。在1846年之前，为西普鲁士和波美拉尼亚省的行政区划，作为劳恩堡-比托区。1846年后，分割为劳恩堡区和比托区。 

### 條頓騎士團
在12世纪和13世纪，该地区为波美拉尼亚的公国的一部分。在执政的萨姆博利德斯王朝灭亡后，关于波美热利亚的继承问题的争吵在勃兰登堡侯国和波兰之间爆发，并在1308年条顿骑士团收购但泽事件之后结束。在报复勃兰登堡侯国后，条顿骑士团融合波美拉尼亚大部分地区，包括劳恩堡和比托到条顿骑士团国。在1317年，比托地区隶属于波美拉尼亚公国，被格里芬王朝统治，并在1329年再次卖给骑士团。

### 波美拉尼亞公國

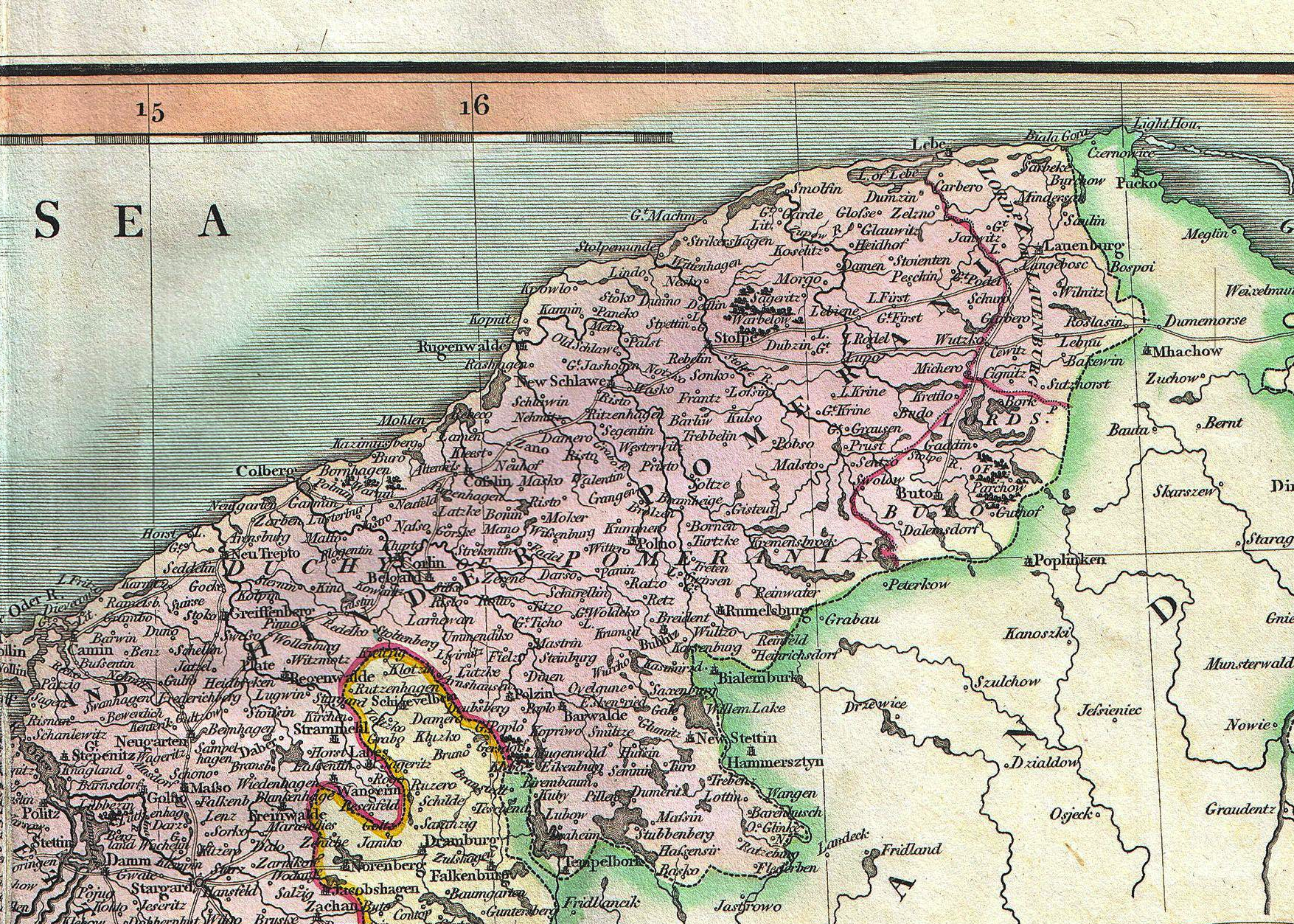
18世纪远波美拉尼亚地图上的劳恩堡和比托领地

骑士团邀请移民（参见移民东部）并在劳恩堡和比托建立城镇，并从1341年到1346年被分别授予库尔姆法。在1440年两个镇加入了普鲁士联盟。在1455年波兰将该地区给了格里芬公爵埃里克二世，以换取他在波兰-条顿战争中对波兰的帮助，然而，城镇被骑士团的部队固守着。在1466年第二次托倫和約结束战争时，那些部队被付清，国王卡齐米日四世再次将土地送给格里芬家族，但对于土地是委托给人，还是纯粹是抵押出去依然有争议。争端在1526年国王齐格蒙特一世将土地作为几乎无条件的封地（「libere a servitio et a iuramento」）交给了公爵乔治一世。唯一的条件是，公爵不得不将一个官员送给齐格蒙特的继任者，来保证封地的公爵消除恐惧。 

### 普魯士統治
在无子女的最后一位格里芬公爵波基斯瓦夫十四世于1637年死亡后，该地区被并入波兰，并在1641年变为波兰立陶宛联邦波美拉尼亚省的一部分。鉴于宗教改革在波美拉尼亚公爵的领导下被实施，波兰采取了恢复该地区罗马天主教信仰的行动。根据格里芬家族之前享受的相同有利条件，在1657年经修正的韋劳-布隆貝格条约发布后， 它被承认为勃兰登堡-普鲁士的封地，以换取它在瑞典-波兰战争中对反瑞阵营的支持。 
直到1772年的第一次瓜分波兰之前，劳恩堡-比托为波兰的正式封地。随后的华沙条约使布隆貝格条约被废弃。自1772年至1777年被融入勃兰登堡-普鲁士的远波美拉尼亚之前，该地区为西普鲁士的一部分。在1815年拿破仑战争后，远波美拉尼亚包括劳恩堡和比托被融入到新组成的普鲁士波美拉尼亚省。
根据二战后的波茨坦协定，该地区在1945年成为波兰一部分。该地区现为现代波兰滨海省的一部分。